# تاشلیکول (شهرستان ملئوزوفسکی، باشقیرستان)
تاشلیکول (انگلیسی: Tashlykul, Meleuzovsky District, Republic of Bashkortostan) یک شهرک در شهرستان ملئوزوفسکی استان باشقیرستان کشور روسیه است.